# Сан-Шоан-де-Ріо
Сан-Шоан-де-Ріо (гал. San Xoán de Río, ісп. San Juan del Río) — муніципалітет в Іспанії, у складі автономної спільноти Галісія, у провінції Оренсе. Населення — 759 осіб (2009).
Муніципалітет розташований на відстані близько 370 км на північний захід від Мадрида, 45 км на схід від Оренсе.
Муніципалітет складається з наступних паррокій: Ас-Кабанас, Кастрело, Сердейра, Медос, Сан-Сільвестре-де-Аргас, Сан-Шоан-де-Ріо, Сан-Шуршо, Сеоане-де-Аргас, Віларда.

## Демографія
Динаміка населення (INE ):

## Галерея зображень

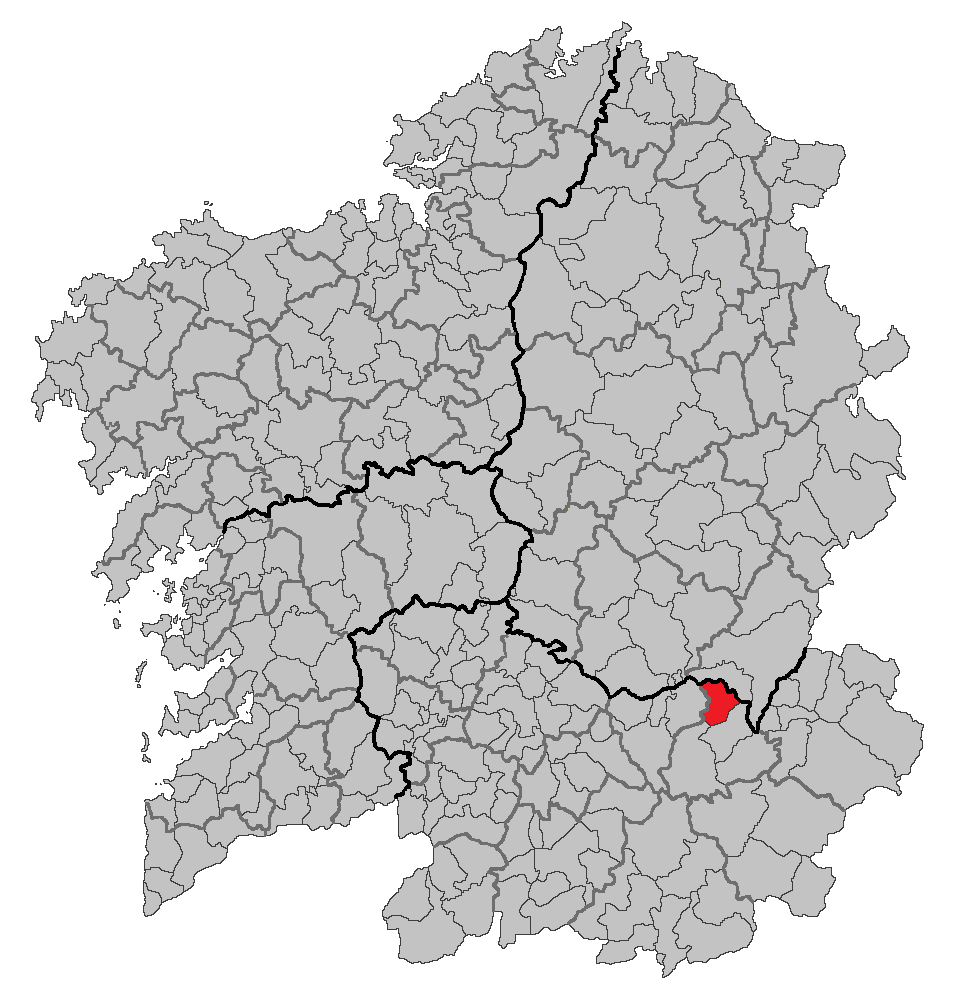
Розташування муніципалітету